# BSV Kickers Emden
Pour les articles homonymes, voir BSV.
Maillots
Actualités
Le Ballspielverein Kickers Emden (BSV Kickers Emden) couramment appelé Kickers Emden  est un club de football allemand basé à Emden.

## Historique
- 1946 : fondation du club  sous le nom BSV Kickers Emden